# Rocco del Schlacko
Koordinaten: 49° 19′ 13,9″ N, 6° 52′ 59,1″ O

Logo des Rocco del Schlacko

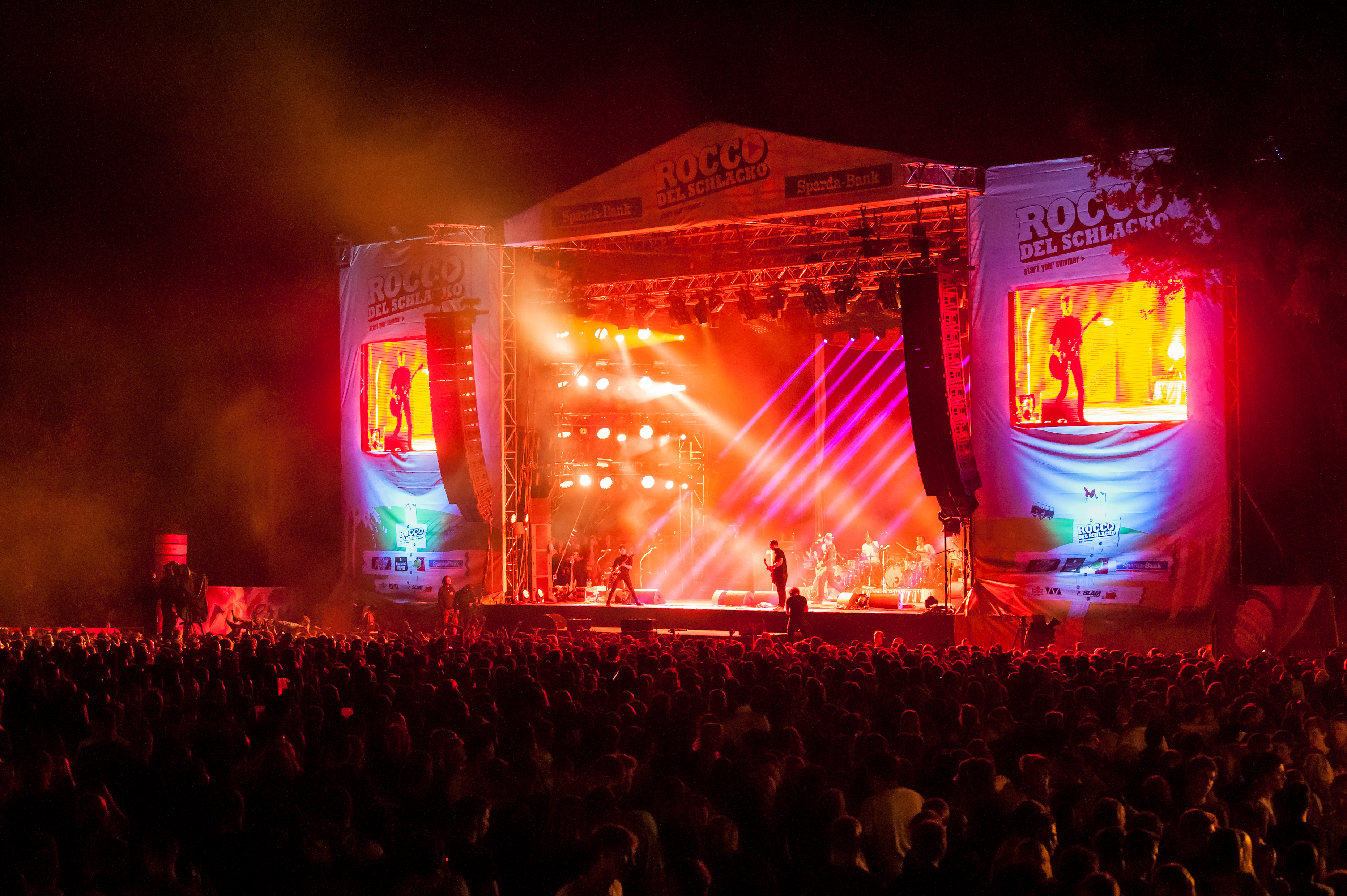
Rocco del Schlacko 2012, auf der Bühne Beatsteaks

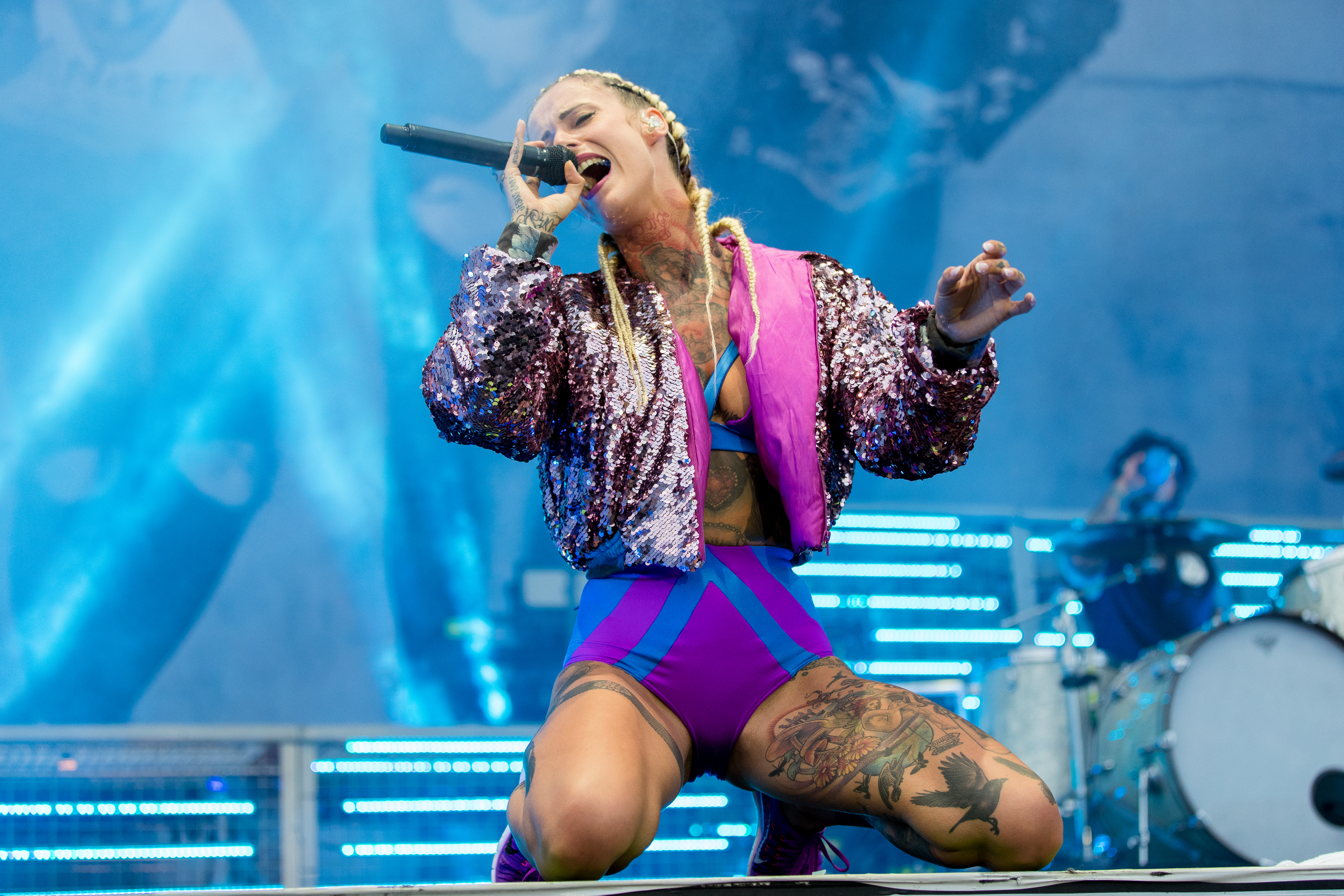
Jennifer Rostock auf dem Rocco del Schlacko 2016

Das Rocco del Schlacko war ein Freiluft-Musikfestival, das von 1999 bis 2025 jährlich in Püttlingen im Saarland stattfand. Der Name leitet sich von dem neben dem ersten Veranstaltungsgelände gelegenen Berg ab, welcher aus dem Abraum der nahegelegenen Grube Viktoria entstand und im Volksmund der Schlackenberg genannt wird.
Am 3. Juli 2025 hat der Veranstalter bekannt gegeben, dass das Festival 2025 das letzte Mal stattfinden werde.

## Das Festival
Das Rocco del Schlacko wurde zunächst eintägig, ab 2006 zweitägig und seit 2010 dreitägig abgehalten. Musikalischer Schwerpunkt lag bei Rock/Punk/Indie, aber auch Rap und Electro wurde geboten. Neben der Hauptbühne „Sauwasen“ wurde seit 2010 die Nebenbühne „Ponyhof“ bespielt. Zu Beginn befand sich diese auf dem Dach eine „Bullis“ auf dem Campingplatz, wuchs aber immer weiter (u. a. als Teleskopbühne auf einem LKW) und wechselte dabei mehrmals die Location. Seit 2022 waren beide Bühnen auf einem gemeinsamen Gelände zu erreichen. Dafür wurde das Gelände Sauwasen stark erweitert. Die Konzerte fanden seitdem teils im Wechsel statt.
Veranstaltet wurde das Festival von der in Saarbrücken ansässigen Presented for People GmbH & Co.KG, die u. a. auch mehrere Ausgaben des electro-magnetic-Festivals sowie des Urban-Art-Festivals im Weltkulturerbe Völklinger Hütte ausrichtete. Die Veranstalter unterhielten eine lose Kooperation mit den Veranstaltern der Festivals Open Flair und Taubertal im Bereich des Bookings, da das Rocco del Schlacko jeweils am selben Wochenende stattfand.

## Geschichte
Das Rocco del Schlacko fand in seinen Anfangsjahren von 1999 bis 2003 auf dem Sportgelände des HSV Victoria 1969 Püttlingen in der Nähe des namensgebenden Schlackenberg statt. Nachdem das Festival immer mehr gewachsen war, zog es für die Jahre 2004 und 2005 auf den Köllner Platz in der Ortsmitte des Püttlinger Stadtteils Köllerbach um. Seit 2006 fand das Rocco del Schlacko auf einem Sauwasen genannten Festivalgelände zwischen dem Püttlinger Ortsteil Herchenbach und dem Saarwellinger Ortsteil Schwarzenholz, unmittelbar an der Bundesautobahn 8, statt und wurde auf zwei Tage (ab 2010 drei Tage) und die Möglichkeit des Campens ausgedehnt. Seit 2008 hatte sich das Rocco del Schlacko Festival mit Besucherzahlen von (im Maximum) 28.000 Zuschauern im deutschen Festivalkalender etabliert.
Im Jahr 2011 wurde die Karlsberg Brauerei neben der Sparda-Bank Südwest Hauptsponsor des Festivals. Zum ersten Mal wurde in diesem Jahr eine umfassendere Berichterstattung bei einigen Privatsendern ausgestrahlt.
2020 und 2021 musste das Festival wegen der Covid-19-Pandemie verschoben werden, 2022 fand das Festival erstmals nach der Pandemie wieder statt.
Aufgrund von Veränderungen in der Branche gab der Veranstalter 2025 bekannt, dass das Festival in diesem Jahr das letzte Mal stattfinden wird. Besonders kritisiert wurden dabei "monopolähnliche Konzernstrukturen", die die Gegenwart bestimmen würden. Die letzte Ausgabe lief vom 7. bis zum 9. August. Letzte auftretende Band war Donots.

## Line-ups
| Jahr | Line-up | Besucher      | Veranstaltungsort                                            |
| ---- | --- | ------------- | ------------------------------------------------------------ |
| 1999 | Mad Cap, Kunterbunkel, Stupid, Cheap Competition, Anord | 600           | HSV-Sportgelände / Püttlingen                                |
| 2000 | Terrorgruppe, Kunterbunkel, Well Image Boys, Lights25, Cheap Competition, As soon as possible | 1.200         | HSV-Sportgelände / Püttlingen                                |
| 2001 | The Turbo A.C.’s, Spermbirds, Muff Potter, Haight Ashbury, Peard, Stoke, Sock Dolager | 2.500         | HSV-Sportgelände / Püttlingen                                |
| 2002 | Rantanplan, Skafield, Down by Law, Waterdown, Steakknife, Pale, Stain, Fallout | 2.400         | HSV-Sportgelände / Püttlingen                                |
| 2003 | Sportfreunde Stiller, Hot Water Music, Kettcar, Everest, Ear Extension, Pascow, 2 Minute Warning, First8 | 5.000         | HSV-Sportgelände / Püttlingen                                |
| 2004 | The (International) Noise Conspiracy, Donots, Strike Anywhere, MIA., Jupiter Jones, My own Disaster, Easy Wedda, Starlite Desperation | 6.000         | Köllner Platz / Püttlingen                                   |
| 2005 | Wir sind Helden, Moneybrother, Slut, Muff Potter, Crash My DeVille, Greedy Bees, Reminder, Koufax, Biffy Clyro | 7.000         | Köllner Platz / Püttlingen                                   |
| 2006 | Kettcar, Sugarplum Fairy, Tomte, Fettes Brot, Donots, Die Sterne, Gods of Blitz, Dioramic, The Robocop Kraus, Alexisonfire, Krieger, Jonah Matranga, TempEau, Moneen, Spitting Off Tall Buildings, Olli Schulz und der Hund Marie, The Parachutes, Maxeen, Randy, Blackmail, MBWTEYP, 200 Sachen, Disco Ensemble, Schrottgrenze, Gem, Stereo Total, Oku and the Reggaerockers                                      | 4.000 / 4.200 | Festivalgelände Herchenbach – „Sauwasen“                     |
| 2007 | Beatsteaks, ...Trail of Dead, Sportfreunde Stiller, Millencolin, Blind Alley, Eyesight, Second Monday, Ohrbooten, Turbostaat, Das POP, Casino Zero, Aqua Ardens, Julia, Roman Fischer, The Films, The Lost Patrol Band | 8.300 / 7.600 | Festivalgelände Herchenbach – „Sauwasen“                     |
| 2008 | Mando Diao, Turbonegro, Madsen, Deichkind, Kettcar, Donots, The (International) Noise Conspiracy, No One Knows, Eternal Tango, Grand Island, Dúné, Gogol Bordello, Johnboy, Mikroboy, Jennifer Rostock, K.I.Z | 22.000        | Festivalgelände Herchenbach – „Sauwasen“                     |
| 2009 | Deichkind, Rise Against, Anti-Flag, Samy Deluxe, Muff Potter, Farin Urlaub Racing Team, MIA., Enter Shikari, Zebrahead, Jelly Toast, Tuned, Steakout, Kid Chino, Baddies, Kilians | 24.000        | Festivalgelände Herchenbach – „Sauwasen“                     |
| 2010 | The Hives, Fettes Brot, Bad Religion, Wir sind Helden, Bela B., The Gaslight Anthem, Donots, Blumentopf, Turbostaat, Timid Tiger, Skindred, We Were Promised Jetpacks, Monsters of Liedermaching, Shout Out Louds, Egotronic, Quatropop, Mango Maracuja, The toten Crackhuren im Kofferraum, Between Borders, Angel at My Table, Red Car Radio                                                                     | 24.000        | Festivalgelände Herchenbach – „Sauwasen“ und Bühne „Ponyhof“ |
| 2011 | Die Fantastischen Vier, Pendulum, Dropkick Murphys, NOFX, Bullet for My Valentine, The Subways, Irie Révoltés, Broilers, K.I.Z, Frank Turner, Airship, Grossstadtgeflüster, Frittenbude, Wirtz, Monsters of Liedermaching, Boy Hits Car, Eläkeläiset, The Satellite Year, CXY | 28.000        | Festivalgelände Herchenbach – „Sauwasen“ und Bühne „Ponyhof“ |
| 2012 | Beatsteaks, Casper, The Wombats, Jennifer Rostock, Boysetsfire, Heaven Shall Burn, Royal Republic, Social Distortion, Kraftklub, Korn, Donots, Panteón Rococó, The Computers, Monsters of Liedermaching, I Heart Sharks, Membran, Templeton Pek, CXY | max. 28.000   | Festivalgelände Herchenbach – „Sauwasen“ und Bühne „Ponyhof“ |
| 2013 | In Flames, Deichkind, Chase & Status, Maxïmo Park, Broilers, LaBrassBanda, Flogging Molly, Vista Chino, Madsen, Pennywise, Alkaline Trio, Blumentopf, Dendemann, Prinz Pi, Agnostic Front, Caliban, Chuck Ragan, Triggerfinger, Monsters of Liedermaching, Laing, Eskimo Callboy, Saalschutz, Illbilly Hitec, The Parachutes, Dream Casino, Greedy Bees                                                            | ca. 27.000    | Festivalgelände Herchenbach – „Sauwasen“ und Bühne „Ponyhof“ |
| 2014 | SEEED, Casper, Biffy Clyro, Ska-P, Guano Apes, The Subways, Jimmy Eat World, Enter Shikari, Boysetsfire, Jennifer Rostock, Anti-Flag, Callejon, Kakkmaddafakka, Lagwagon, Eskimo Callboy, Dave Hause, SDP, Karamelo Santo, Kill It Kid, Blingpoint, Dan Gerous, Drunken Masters, ESKEI83, Kandee, Freez, Panda Party Soundsystem                                                                                   | ca. 27.000    | Festivalgelände Herchenbach – „Sauwasen“ und Bühne „Ponyhof“ |
| 2015 | The Offspring, Beatsteaks, Farin Urlaub Racing Team, Kraftklub, Marteria, Dropkick Murphys, K.I.Z, Prinz Porno, Donots, Against Me!, Ignite, AnnenMayKantereit, RDGLDGRN, H-Blockx, Funeral for a Friend, Heisskalt, Go Go Berlin, The Intersphere, Razz, Schmutzki, Transmitter, PandaParty, Zugezogen Maskulin, Horse the Band, Mock Unit, Everyday Circus, The Noiz                                             | ca. 25.000    | Festivalgelände Herchenbach – „Sauwasen“ und Bühne „Ponyhof“ |
| 2016 | Limp Bizkit, Die Fantastischen Vier, Sportfreunde Stiller, Parkway Drive, Sum 41, Wanda, Boysetsfire, Sick of It All, Jennifer Rostock, Clutch, Bosse, Sondaschule, Itchy Poopzkid, Feine Sahne Fischfilet, Frauenarzt, Royal Republic, John Coffey, FJøRT, Massendefekt, Trümmer, Razzia, Neonschwarz, De Staat, KAFVKA, 8kids, Fuck Art, Let’s Dance!, ESKEI83,                                                  | ca. 24.000    | Festivalgelände Herchenbach – „Sauwasen“ und Bühne „Ponyhof“ |
| 2017 | Billy Talent, Rise Against, Casper, Alligatoah, Heaven Shall Burn, SDP, Madsen, Pennywise, Antilopen Gang, Anti-Flag, Irie Révoltés, Weekend, Grossstadtgeflüster, Faber, Adam Angst, Emil Bulls, The Amity Affliction, Gurr, Von Wegen Lisbeth, Blackeyed Blonde, Zugezogen Maskulin, Monsters Of Liedermaching, Abstürzende Brieftauben, Rogers, BRKN                                                            | ca. 24.000    | Festivalgelände Herchenbach – „Sauwasen“ und Bühne „Ponyhof“ |
| 2018 | Kraftklub, Beatsteaks, In Flames, Feine Sahne Fischfilet, Bad Religion, WIZO, Leoniden, SXTN, Marteria, Broilers, Gogol Bordello, Hot Water Music, Killerpilze, Käptn Peng & Die Tentakel von Delphi, Mad Caddies, The toten Crackhuren im Kofferraum, Donots, Audio88 & Yassin, Massendefekt, Drangsal, Creeper, Silverstein, The Menzingers, Idles, Tiavo                                                        | ca. 24.000    | Festivalgelände Herchenbach – „Sauwasen“ und Bühne „Ponyhof“ |
| 2019 | Die Toten Hosen, Die Fantastischen Vier, Scooter, The Offspring, Bullet for My Valentine, The Subways, Von Wegen Lisbeth, Frank Turner, Eskimo Callboy, VSK, Juju, Nura, Yungblud, Trettmann, Donots, Muff Potter, Dave Hause, Megaloh, Lance Butters, Moop Mama, KAFVKA, Monsters of Liedermaching, Van Holzen, Zebrahead, Swiss und Die Andern, The Story So Far                                                 | ca. 26.000    | Festivalgelände Herchenbach – „Sauwasen“ und Bühne „Ponyhof“ |
| 2022 | AnnenMayKantereit, Casper, Biffy Clyro, The Gaslight Anthem, WIZO, SDP, BHZ, Nura, Callejon, Flogging Molly, Kummer, Leoniden, Finch, Kontra K, Fever 333, Sondaschule, Clutch, Provinz, Audio88 & Yassin, Nathan Gray, Blond, Kynda Gray, Massendefekt, Itchy, Mola, Kaputto & Concorde, Suicide Sailor, MegaMensch!, Indecent Behavior, Small State, Storky Bones                                                | ca. 25.000    | Festivalgelände Herchenbach – „Sauwasen“ und Bühne „Ponyhof“ |
| 2023 | Peter Fox, Broilers, Marteria, Sido, Electric Callboy, Donots, Tokio Hotel, Disarstar, Schmyt, Frank Turner, 01099, The Subways, Kwam E, While She Sleeps, Me First and the Gimme Gimmes, Zebrahead, Deine Cousine, Fjørt, Rikas, Van Holzen, Blond, Kaffkiez, 100 Kilo Herz, Engst, From Fall to Spring, Drei Meter Feldweg, Anoki, Fashioned from Bone, Maël & Jonas, Herr Marie, Neverland, Good Looking Wilson | ca. 25.000    | Festivalgelände Herchenbach – „Sauwasen“ und Bühne „Ponyhof“ |
| 2024 | Rise Against, Nina Chuba, Deichkind, Feine Sahne Fischfilet, Heisskalt, Sondaschule, Bülent Ceylan, Millencolin, Alligatoah, Beatsteaks, Roy Bianco & Die Abbrunzati Boys, Ski Aggu, Panteón Rococó, Ennio, Giant Rooks, 257ers, Esther Graf, Master Peace, Provinz, Trip, King Nugget Gang, Friends Don’t Lie, Gloria Ade, Generation F, Montreal, Kids in a Cage, MONOTONI, Adam Angst, Money Boy                | 18.000        | Festivalgelände Herchenbach – „Sauwasen“ und Bühne „Ponyhof“ |
| 2025 | Donots, Yungblud, Kontra K, K.I.Z, I Prevail, Enter Shikari, Tream, 01099, Ufo361, Madsen, Ikkimel, Zartmann, Mehnersmoos, Bosse, Querbeat, The Butcher Sisters, Team Scheisse, Blond, Coldrain, Betontod, 100 Kilo Herz, Drei Meter Feldweg, Revnoir, Maël & Jonas, Lynne, Still Talk, Megamensch!, Theke 1, Screentime, Alexis in Texas, Roggen, Ill-Rock-City, Schmidt&Schmitz, Dave                            | ca. 24.000    | Festivalgelände Herchenbach – „Sauwasen“ und Bühne „Ponyhof“ |

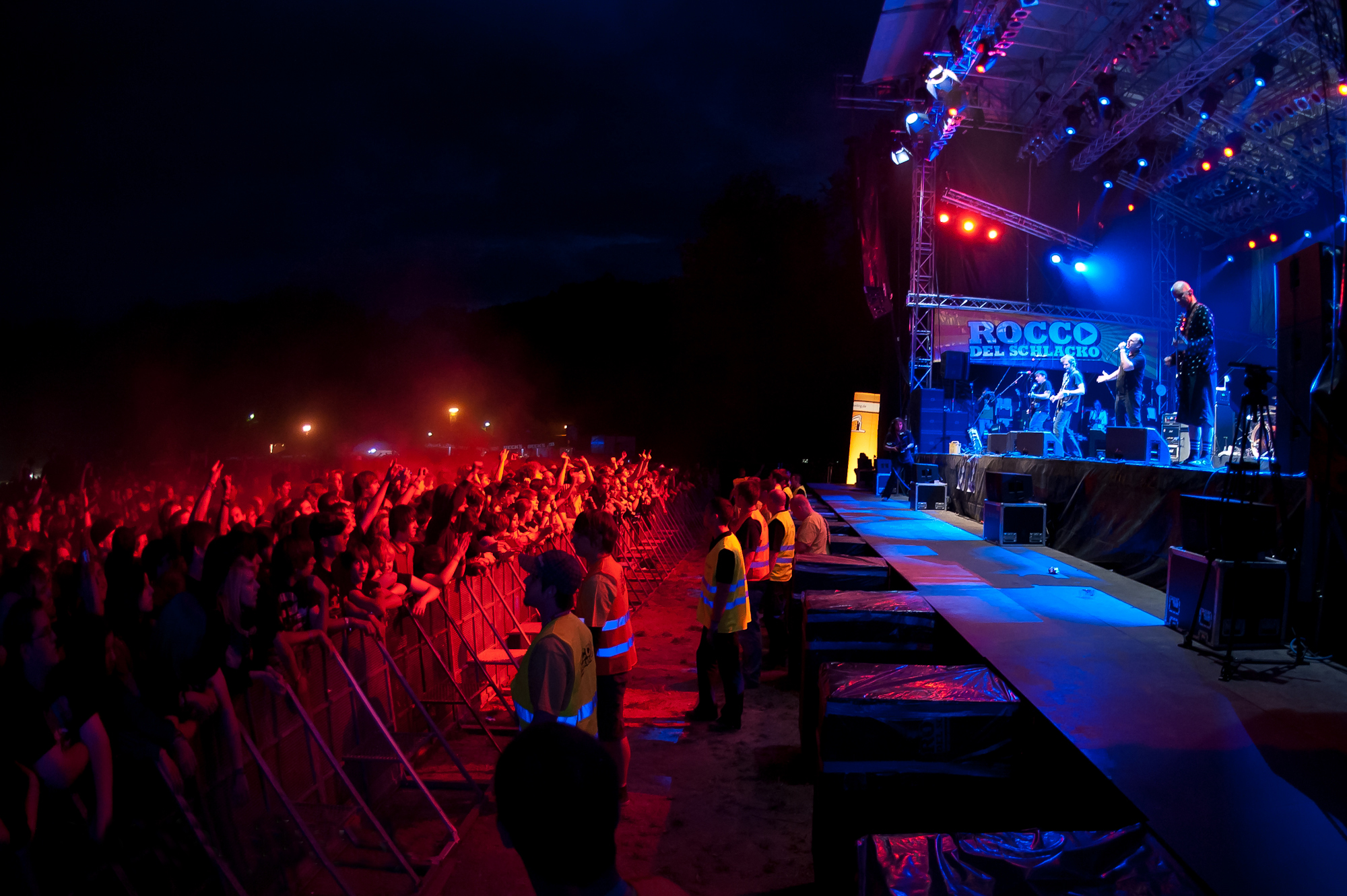
Bühnengraben, Sicherheitszone beim Festival Rocco del Schlacko
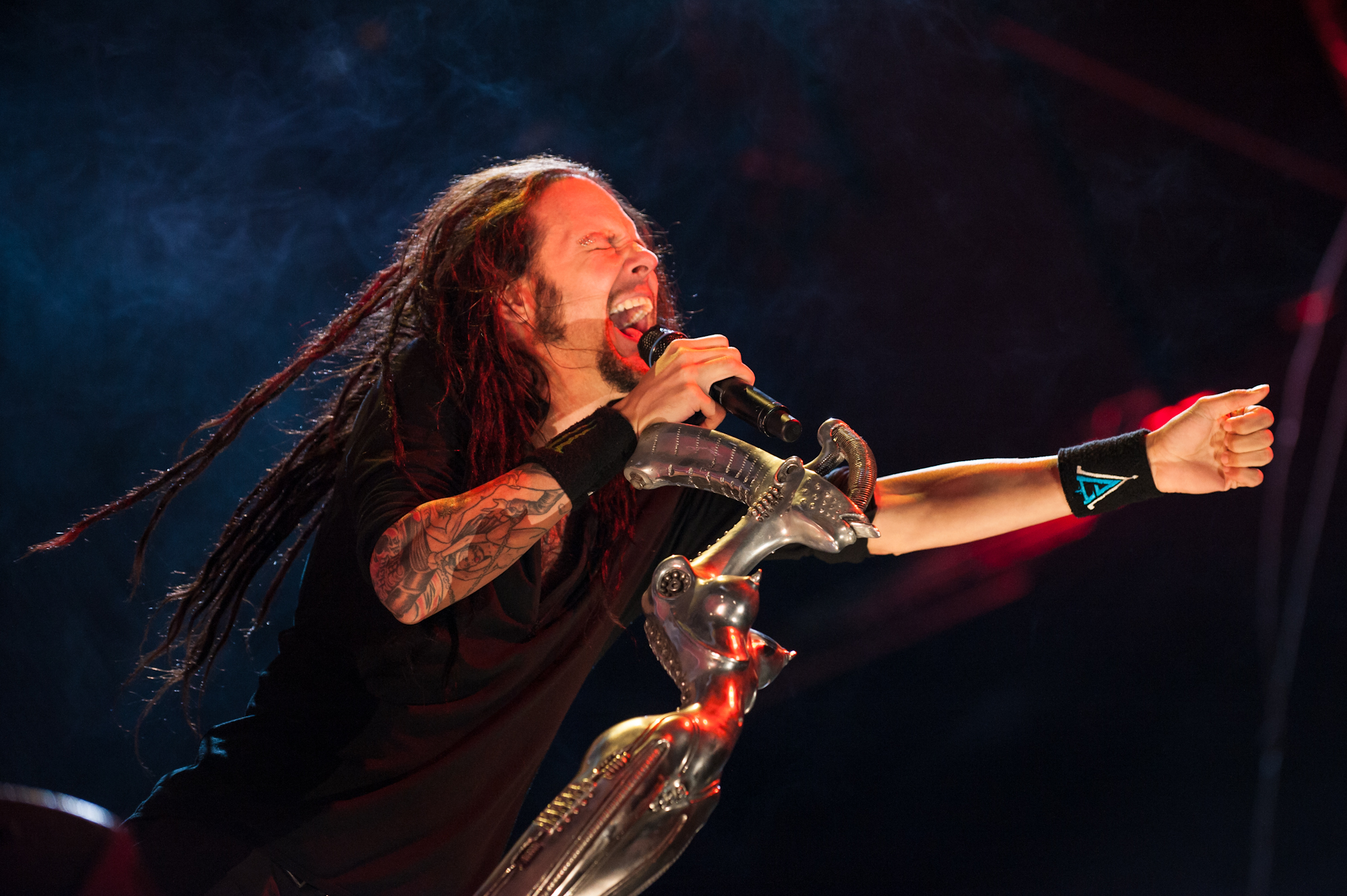
Jon Davis von KoЯn 2012
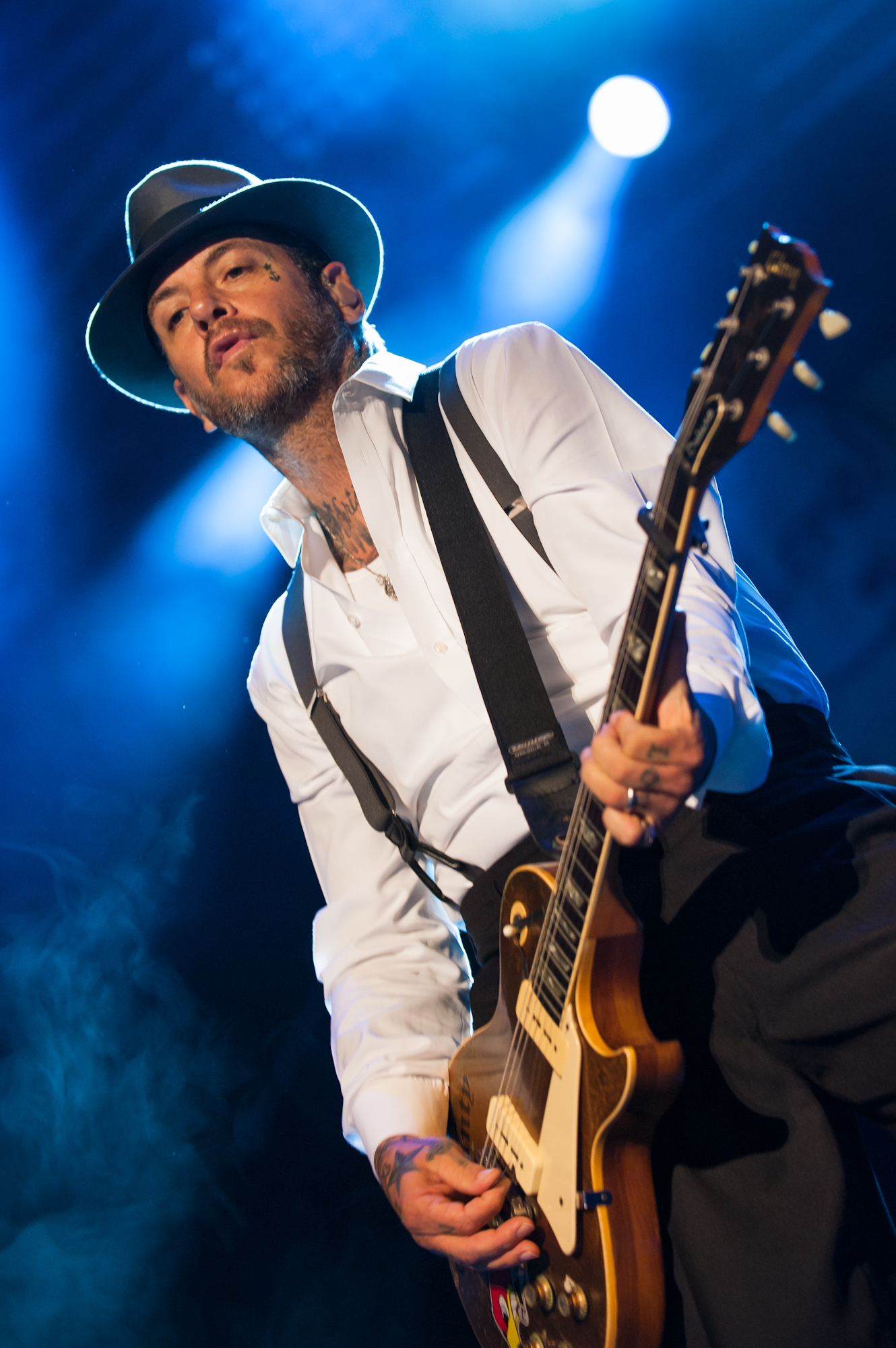
Mike Ness von Social Distortion 2012
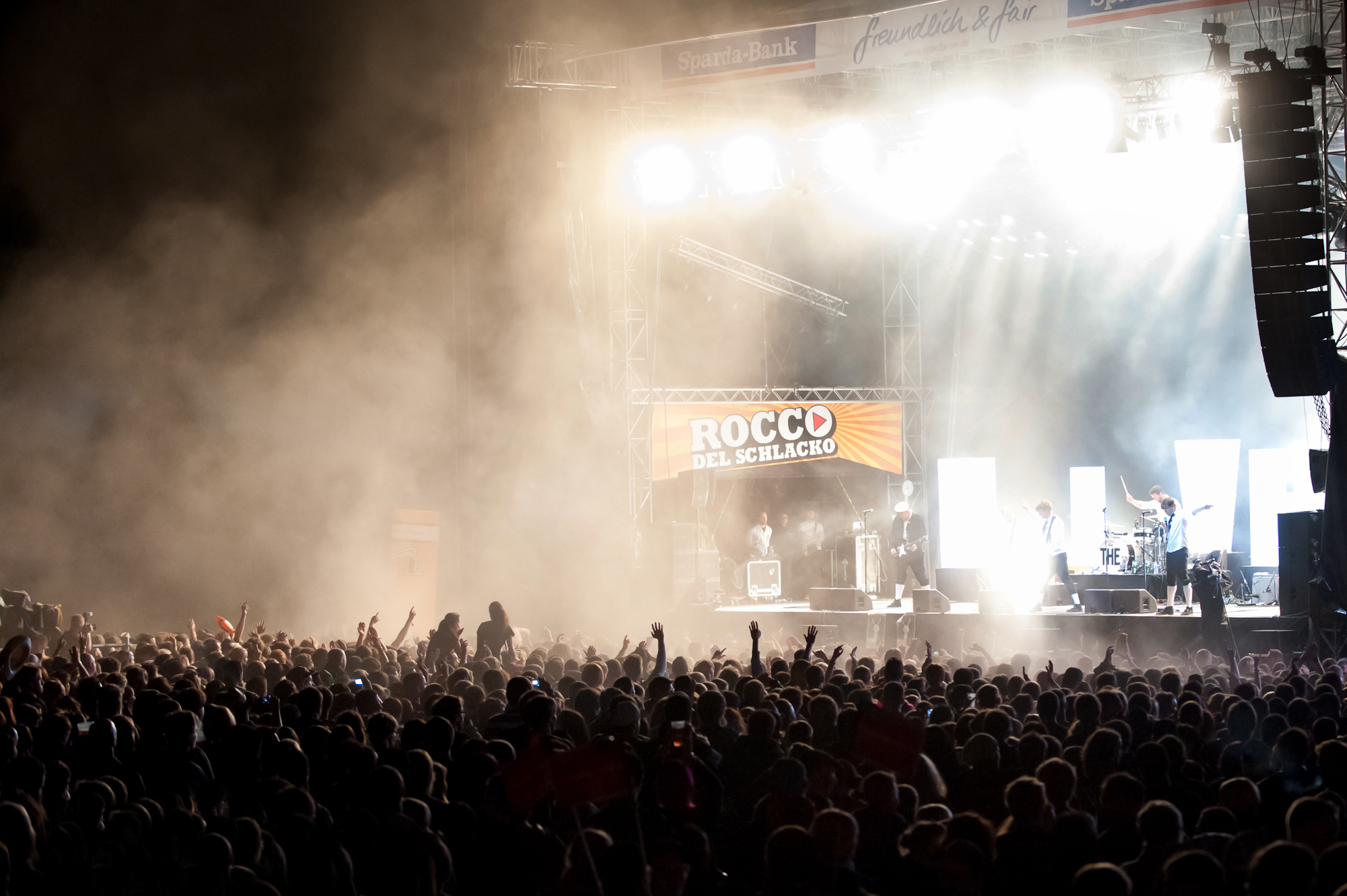
The Hives 2010
Hauptbühne (2011)
Bühne auf dem Ponyhof (bis 2012 - Red Bull Tourbus)

Luftaufnahme vom Festivalgelände, Rocco del Schlacko, August 2012

Camping Area beim Rockfestival, Rocco del Schlacko, August 2010